# Чернушенко Владислав Олександрович
Чернушенко Владислав Олександрович (рос. Чернушенко Владислав Александрович, нар. 14 січня 1936) — російський диригент, педагог, народний артист СРСР (1991).

## Життєпис
Музичну освіту отримав у Хоровому училищі при Ленінградській Державній Академічній Капелі (1944—1953), Ленінградській Консерваторії (1958 року закінчив як хоровий диригент і 1967 — як оперно-симфонічний диригент) та аспірантурі (1970 г.).
З 1958 виступає як симфонічний і хоровий диригент. Художній керівник і головний диригент (з 1974) Санкт-Петербургской академічної капели ім. М. И. Глинки. Професор (з 1987), ректор (у 1979–2002 роках) Санкт-Петербургской консерваторії. Дійсний член Академії Творчості, академік Петрівської Академії, член Міжнародного Союзу музичних діячів, Музичного товариства Росії, Музичного товариства Санкт-Петербурга. Лауреат Державної премії РСФСР ім. М. Глинки, Державної премії РФ, лауреат міжнародних конкурсів.